# حقن داخل العظم
الحقن داخل العظم (بالإنجليزية: Intraosseous infusion)‏ (اختصارًا IO) هو عملية الحقن في نخاع العظم مباشرةً. يوفر هذا نقطة دخول غير قابلة للطي إلى الجهاز الوريدي الجهازي. تُستخدم هذه التقنية لإعطاء السوائل والأدوية عندما يكون إعطائها عن طريق الوريد غير متاح أو غير ممكن. يسمح الحقن داخل العظم للأدوية والسوائل المُعطاة بالذهاب مباشرة إلى جهاز الدوران الدموي. خلُصت مقارنة بين طرق الإعطاء عن طريق الحقن الوريدي آي في (IV)، والعضلي آي إم (IM)، وداخل العظم إلى أن الحقن داخل العظم يتفوق بشكل واضح على الحقن العضلي ويماثل الحقن الوريدي (في إعطاء أدوية التخدير للأطفال). إن هذا الطريق لإعطاء السوائل والأدوية هو بديل لطريقة الإعطاء المفضلة عبر الوريدعندما لا يمكن تطبيق الأخيرة في الوقت المناسب. يُستخدم الحقن داخل العظم عندما يعاني مرضى الصدمات من الوصول إلى الوريد ويحتاجون إلى التزود بالسوائل والأدوية المنقذة للحياة على الفور.

## الإجراءات
تُحقن الإبرة عبر القشرة الصلبة للعظام في الجوف النخاعي اللين ما يسمح بالوصول الفوري إلى جهاز الدوران الدموي. تُوضع إبرة الحقن داخل العظم بحيث تشكل زاوية 90 درجة مع موضع الحقن، وتُدفع الإبرة عن طريق السحب اليدوي، أو القوة المدفوعة بالتأثير، أو الطاقة الكهربائية. يحتوي كل جهاز للحقن داخل العظم على مواقع إدخال محددة مختلفة. أكثر مواقع الإدخال شيوعًا الجانب الأمامي-الإنسي للجزء العلوي الداني من قصبة الساق حيث يقع تحت الجلد مباشرةً ويمكن تحديد موقعه بسهولة. وهو الجزء العلوي الداخلي من قصبة الساق. تشمل مواقع الإدخال الأخرى الجانب الأمامي لعظم الفخذ، والعرف الحرقفي العلوي، وعظم العضد الداني، وقصبة الساق الدانية، وقصبة الساق الوحشية، وعظمة القص (مانوبريوم).
يمكن استخدام الحقن عن طريق العظم عند المرضى البالغين أو الأطفال عندما تكون الطرق التقليدية للإعطاء عن طريق الأوردة صعبة أو تتسبب بطريقة أخرى في تأخر غير مرغوب فيه في إدارة إعطاء الأدوية. يمكن استخدام موقع الحقن داخل العظم لمدة 24 ساعة ويجب إزالته بمجرد الوصول إلى الوريد. يرتبط الاستخدام المطول لموقع الحقن داخل العظم، والذي يستمر لمدة تزيد عن 24 ساعة، بحدوث التهاب العظم والنقي (انتان في العظام).
للحقن داخل العظم مضادات استطباب عديدة. تجنب المناطق التي يوجد فيها كسور واضحة أو يشتبه بوجودها، أو المناطق التي يبدو أنها ملتهبة، أو التي يكون فيها الجلد محروقًا. تشمل الحالات الطبية التي قد تمنع أيضًا استخدام الحقن داخل العظم قلة العظام وتصخر العظام وتكوين العظم الناقص حيث يرجح حدوث الكسور. تسمح الإجراءات أيضًا بمحاولة واحدة لكل عظم ما يعني أنه يجب تأمين طريق آخر للحقن، أو اختيار عظم مختلف.
على الرغم من أن الإعطاء عن طريق الحقن الوريدي لا يزال الطريقة المفضلة لإعطاء الأدوية في مرحلة ما قبل دخول المستشفى، فقد أصبح الإعطاء عن طريق الحقن داخل العظم أكثر شيوعًا عند البالغين. اعتبارًا من عام 2010، لم تعد جمعية القلب الأمريكية توصي باستخدام الأنبوب الرغامي لأدوية الإنعاش، إلا كحلّ أخير عندما يتعذر إجراء الحقن الوريدي أو الحقن داخل العظم. إن امتصاص الأنبوب الرغامي للأدوية ضعيف وجرعات الدواء المثلى غير معروفة. أصبح الحقن داخل العظم أكثر الإجراءات شيوعًا في أنظمة الخدمات الطبية الطارئة (إي إم إس) ذات الأساس المدني والعسكري في مرحلة ما قبل المستشفى على مستوى العالم.
إن للحقن داخل العظام نفس معدل الامتصاص للحقن الوريدي، ويسمح بالإنعاش بواسطة السوائل. على سبيل المثال، يمكن إعطاء بيكربونات الصوديوم بالحقن داخل العظم أثناء السكتة القلبية عندما يكون الحقن الوريدي غير ممكنُا. يمكن تحقيق معدلات تدفق عالية عن طريق الحقن داخل العظم، تصل حتى 125 ملليلتر في الدقيقة. يتحقق هذا المعدل العالي من التدفق باستخدام كيس ضغط لإعطاء الحقن في العظم مباشرةً. من المعروف أن إعطاء كميات كبيرة في الحقن داخل العظم يكون مؤلمًا. يستخدم الليدوكائين بتركيز 1% لتخفيف الألم المصاحب لحقن كميات كبيرة داخل العظم عند المرضى الواعين.

## وصلات خارجية
- ن.ف.م.ط E05.300.510.560